# IMPACT
IMPACT (англ. Impact RWD domain protein) – білок, який кодується однойменним геном, розташованим у людей на довгому плечі 18-ї хромосоми. Довжина поліпептидного ланцюга білка становить 320 амінокислот, а молекулярна маса — 36 476.
| 10         |  | 20         |  | 30         |  | 40         |  | 50         |
| ---------- |  | ---------- |  | ---------- |  | ---------- |  | ---------- |
| MAEGDAGSDQ |  | RQNEEIEAMA |  | AIYGEEWCVI |  | DDCAKIFCIR |  | ISDDIDDPKW |
| TLCLQVMLPN |  | EYPGTAPPIY |  | QLNAPWLKGQ |  | ERADLSNSLE |  | EIYIQNIGES |
| ILYLWVEKIR |  | DVLIQKSQMT |  | EPGPDVKKKT |  | EEEDVECEDD |  | LILACQPESS |
| LKALDFDISE |  | TRTEVEVEEL |  | PPIDHGIPIT |  | DRRSTFQAHL |  | APVVCPKQVK |
| MVLSKLYENK |  | KIASATHNIY |  | AYRIYCEDKQ |  | TFLQDCEDDG |  | ETAAGGRLLH |
| LMEILNVKNV |  | MVVVSRWYGG |  | ILLGPDRFKH |  | INNCARNILV |  | EKNYTNSPEE |
| SSKALGKNKK |  | VRKDKKRNEH |  |            |  |            |  |            |

A: Аланін

C: Цистеїн

D: Аспарагінова кислота

E: Глутамінова кислота

F: Фенілаланін

G: Гліцин

H: Гістидин

I: Ізолейцин

K: Лізин

L: Лейцин

M: Метіонін

N: Аспарагін

P: Пролін

Q: Глутамін

R: Аргінін

S: Серин

T: Треонін

V: Валін

W: Триптофан

Кодований геном білок за функціями належить до репресорів, фосфопротеїнів. 
Задіяний у таких біологічних процесах, як регуляція трансляції, відповідь на стрес, диференціація клітин, нейрогенез, альтернативний сплайсинг. 
Білок має сайт для зв'язування з молекулою актину. 
Локалізований у цитоплазмі.